# British Academy Film Awards 2014

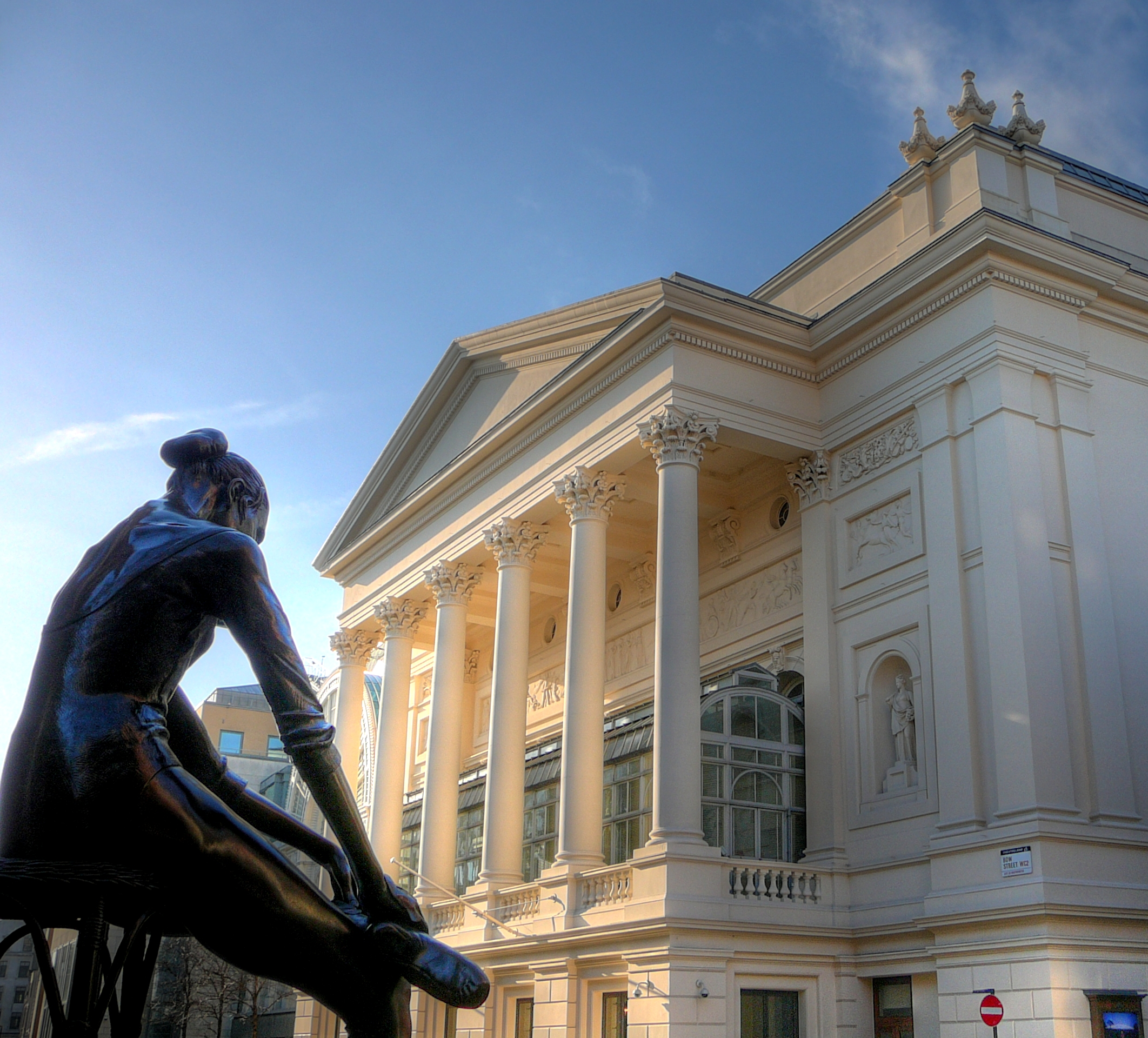
Das Royal Opera House in London, seit 2007 Veranstaltungsort der Verleihung

Die 67. Verleihung der British Academy Film Awards fand am 16. Februar 2014 im Royal Opera House in London statt, um die besten Filme des Jahres 2013 zu ehren. Die Filmpreise der British Academy of Film and Television Arts (BAFTA) wurden in 23 Kategorien verliehen, hinzu kamen ein Publikumspreis und drei Ehrenpreise. Gastgeber der Veranstaltung war der britische Schauspieler und Moderator Stephen Fry, der bereits zum neunten Mal diese Funktion übernommen hatte.
Die Nominierungen für die British Academy Film Awards wurden am 8. Januar 2014 bekanntgegeben. Die meisten Nominierungen erhielt Alfonso Cuaróns Science-Fiction-Film Gravity mit elf Nennungen, gefolgt von David O. Russells Film American Hustle und dem historischen Filmdrama 12 Years a Slave des britischen Regisseurs Steve McQueen mit jeweils zehn Nennungen. Neben diesen drei Filmen waren Paul Greengrass’ Drama Captain Phillips und Stephen Frears’ Tragikomödie Philomena als bester Film nominiert. Judi Dench, die Hauptdarstellerin von Philomena, erhielt ihre 15. Nominierung für einen BAFTA-Filmpreis. Woody Allen erhielt bereits seine 24. BAFTA-Nominierung, er wurde mit Blue Jasmine für das beste Original-Drehbuch nominiert.
Die Nominierungen wurden am 8. Januar 2014 von den Schauspielern Luke Evans und Helen McCrory bekanntgegeben. Bis zum 12. Februar 2014 können alle BAFTA-Mitglieder in allen Kategorien für ihre Favoriten abstimmen.
| Film                                        | N  | A |
| ------------------------------------------- | -- | - |
| Gravity                                     | 11 | 6 |
| American Hustle                             | 10 | 3 |
| 12 Years a Slave                            | 10 | 2 |
| Captain Phillips                            | 9  | 1 |
| Liberace – Zu viel des Guten ist wundervoll | 5  | 0 |
| Saving Mr. Banks                            | 5  | 0 |
| Philomena                                   | 4  | 1 |
| Rush – Alles für den Sieg                   | 4  | 0 |
| The Wolf of Wall Street                     | 4  | 0 |
| Blue Jasmine                                | 3  | 1 |
| Der große Gatsby                            | 3  | 2 |
| Inside Llewyn Davis                         | 3  | 0 |
| Nebraska                                    | 3  | 0 |
| Der Butler                                  | 2  | 0 |
| Der Hobbit: Smaugs Einöde                   | 2  | 0 |
| The Act of Killing                          | 2  | 1 |

## Wahlverfahren
Für eine Nominierung bei den 67. British Academy Film Awards konnten alle Spielfilme eingereicht werden, die zwischen dem 1. Januar und dem 31. Dezember 2013 im Vereinigten Königreich veröffentlicht wurden, beziehungsweise die bei einer geplanten Veröffentlichung bis zum 14. Februar 2014 vom Verleiher vorab der Academy präsentiert wurden. Die Einreichung der Filme musste über die Webseite der BAFTA bis zum 13. November 2013 erfolgen. Für Kurzfilme und animierte Kurzfilme gelten besondere Regeln, nur britische Produktionen sind für diese Kategorien zugelassen.
In der Kategorie Bester Film sowie in den vier Darstellerkategorien wurden die Nominierungen durch alle der rund 6500 Mitglieder der BAFTA bestimmt, die Mitglieder konnten für bis zu fünf Kandidaten in diesen Kategorien stimmen. In den anderen Kategorien waren nur Mitglieder der betreffenden Chapter der Academy wahlberechtigt, über die beste Nachwuchsleistung eines britischen Autors, Regisseurs oder Produzenten stimmte eine Jury ab. Auch die Nominierungen in der Kategorie Bester Nachwuchsdarsteller wurden von einer Jury bestimmt, der Preisträger wird allerdings als Publikumspreis in einer Onlineabstimmung ermittelt.

## Preisträger und Nominierungen

### Bester Film
12 Years a Slave – Brad Pitt, Dede Gardner, Jeremy Kleiner, Steve McQueen, Anthony Katagas
American Hustle – Charles Roven, Richard Suckle, Megan Ellison, Jonathan Gordon
Captain Phillips – Scott Rudin, Dana Brunetti, Michael De Luca
Gravity – Alfonso Cuarón, David Heyman
Philomena – Gabrielle Tana, Steve Coogan, Tracey Seaward

### Bester britischer Film
Gravity – Alfonso Cuarón, David Heyman, Jonás Cuarón
Mandela – Der lange Weg zur Freiheit (Mandela: Long Walk to Freedom) – Justin Chadwick, Anant Singh, David M. Thompson, William Nicholson
Philomena – Stephen Frears, Gabrielle Tana, Steve Coogan, Tracey Seaward, Jeff Pope
Rush – Alles für den Sieg (Rush) – Ron Howard, Andrew Eaton, Peter Morgan
Saving Mr. Banks – John Lee Hancock, Alison Owen, Ian Collie, Philip Steuer, Kelly Marcel, Sue Smith
The Selfish Giant – Clio Barnard, Tracy O’Riordan

### Beste Regie
Alfonso Cuarón – Gravity
Paul Greengrass – Captain Phillips
Steve McQueen – 12 Years a Slave
David O. Russell – American Hustle
Martin Scorsese – The Wolf of Wall Street

### Bester Hauptdarsteller
Chiwetel Ejiofor – 12 Years a Slave
Christian Bale – American Hustle
Bruce Dern – Nebraska
Leonardo DiCaprio – The Wolf of Wall Street
Tom Hanks – Captain Phillips

### Beste Hauptdarstellerin
Cate Blanchett – Blue Jasmine
Amy Adams – American Hustle
Sandra Bullock – Gravity
Judi Dench – Philomena
Emma Thompson – Saving Mr. Banks

### Bester Nebendarsteller
Barkhad Abdi – Captain Phillips
Daniel Brühl – Rush – Alles für den Sieg (Rush)
Bradley Cooper – American Hustle
Matt Damon – Liberace – Zu viel des Guten ist wundervoll (Behind the Candelabra)
Michael Fassbender – 12 Years a Slave

### Beste Nebendarstellerin
Jennifer Lawrence – American Hustle
Sally Hawkins – Blue Jasmine
Lupita Nyong’o – 12 Years a Slave
Julia Roberts – Im August in Osage County (August: Osage County)
Oprah Winfrey – Der Butler (The Butler)

### Bestes adaptiertes Drehbuch
Steve Coogan, Jeff Pope – Philomena
Richard LaGravenese – Liberace – Zu viel des Guten ist wundervoll (Behind the Candelabra)
Billy Ray – Captain Phillips
John Ridley – 12 Years a Slave
Terence Winter – The Wolf of Wall Street

### Bestes Original-Drehbuch
David O. Russell, Eric Warren Singer – American Hustle
Woody Allen – Blue Jasmine
Ethan Coen, Joel Coen – Inside Llewyn Davis
Alfonso Cuarón, Jonás Cuarón – Gravity
Bob Nelson – Nebraska

### Beste Kamera
Emmanuel Lubezki – Gravity
Barry Ackroyd – Captain Phillips
Sean Bobbitt – 12 Years a Slave
Bruno Delbonnel – Inside Llewyn Davis
Phedon Papamichael – Nebraska

### Bestes Szenenbild
Beverley Dunn, Catherine Martin – Der große Gatsby (The Great Gatsby)
Alice Baker, Adam Stockhausen – 12 Years a Slave
Judy Becker, Heather Loeffler – American Hustle
Howard Cummings – Liberace – Zu viel des Guten ist wundervoll (Behind the Candelabra)
Rosie Goodwin, Andy Nicholson, Joanne Woollard – Gravity

### Beste Kostüme
Catherine Martin – Der große Gatsby (The Great Gatsby)
Ellen Mirojnick – Liberace – Zu viel des Guten ist wundervoll (Behind the Candelabra)
Michael O’Connor – The Invisible Woman
Daniel Orlandi – Saving Mr. Banks
Michael Wilkinson – American Hustle

### Beste Maske(Best Make-up and Hair)
Lori McCoy-Bell, Evelyne Noraz, Kathrine Gordon – American Hustle
Kate Biscoe, Marie Larkin – Liberace – Zu viel des Guten ist wundervoll (Behind the Candelabra)
Debra Denson, Candace Neal, Robert Stevenson, Matthew Mungle – Der Butler (The Butler)
Peter Swords King, Richard Taylor, Rick Findlater – Der Hobbit: Smaugs Einöde (The Hobbit: The Desolation of Smaug)
Maurizio Silvi, Kerry Warn – Der große Gatsby (The Great Gatsby)

### Beste Filmmusik
Steven Price – Gravity
Henry Jackman – Captain Phillips
Thomas Newman – Saving Mr. Banks
John Williams – Die Bücherdiebin (The Book Thief)
Hans Zimmer – 12 Years a Slave

### Bester Schnitt
Daniel P. Hanley, Mike Hill – Rush – Alles für den Sieg (Rush)
Christopher Rouse – Captain Phillips
Alfonso Cuarón, Mark Sanger – Gravity
Thelma Schoonmaker – The Wolf of Wall Street
Joe Walker – 12 Years a Slave

### Bester Ton
Niv Adiri, Christopher Benstead, Glenn Freemantle, Skip Lievsay, Chris Munro – Gravity
Gillian Arthur, Micah Bloomberg, Steve Boeddeker, Richard Hymns, Brandon Proctor – All Is Lost
Chris Burdon, Chris Munro, Mike Prestwood Smith, Oliver Tarney, Mark Taylor – Captain Phillips
Danny Hambrook, Stefan Korte, Frank Kruse, Markus Stemler, Martin Steyer – Rush – Alles für den Sieg (Rush)
Peter F. Kurland, Skip Lievsay, Greg Orloff – Inside Llewyn Davis

### Beste visuelle Effekte
Neil Corbould, Dave Shirk, Chris Lawrence, Nikki Penny, Tim Webber – Gravity
David Clayton, Joe Letteri, Eric Reynolds, Eric Saindon – Der Hobbit: Smaugs Einöde (The Hobbit: The Desolation of Smaug)
Burt Dalton, Roger Guyett, Ben Grossmann, Patrick Tubach – Star Trek Into Darkness
Lindy De Quattro, Hal T. Hickel, John Knoll, Nigel Sumner – Pacific Rim
Bryan Grill, Daniel Sudick, Christopher Townsend, Guy Williams – Iron Man 3

### Bester animierter Spielfilm
Die Eiskönigin – Völlig unverfroren (Frozen) – Chris Buck, Jennifer Lee
Ich – Einfach unverbesserlich 2 (Despicable Me 2) – Pierre Coffin, Chris Renaud
Die Monster Uni (Monsters University) – Dan Scanlon

### Bester animierter Kurzfilm
Sleeping With The Fishes – James Walker, Sarah Woolner, Yousif Al-Khalifa
Everything I Can See From Here – Bjorn-Erik Aschim, Friederike Nicolaus, Sam Taylor
I Am Tom Moody – Ainslie Henderson

### Bester Kurzfilm
Room 8 – James W. Griffiths, Sophie Venner
Keeping Up With The Joneses – Megan Rubens, Michael Pearce, Selina Lim
Orbit Ever After – Chee-Lan Chan, Jamie Stone, Len Rowles
Island Queen – Ben Mallaby, Nat Luurtsema
Sea View – Anna Duffield, Jane Linfoot

### Bester Dokumentarfilm
The Act of Killing – Joshua Oppenheimer
The Armstrong Lie – Alex Gibney
Tim’s Vermeer – Penn & Teller, Farley Ziegler
We Steal Secrets: Die WikiLeaks Geschichte (We Steal Secrets: The Story of WikiLeaks) – Alex Gibney
Blackfish – Gabriela Cowperthwaite

### Bester nicht-englischsprachiger Film
La Grande Bellezza – Die große Schönheit (La grande bellezza), Italien/Frankreich – Paolo Sorrentino, Nicola Giuliano, Francesca Cima
Blau ist eine warme Farbe (La vie d’Adèle – chapitres 1&2), Frankreich/Belgien/Spanien – Abdellatif Kechiche, Brahim Chioua, Vincent Maraval
Das Mädchen Wadjda (Wadjda), Saudi-Arabien/Deutschland – Haifaa Al Mansour, Gerhard Meixner, Roman Paul
Metro Manila, Philippinen/Großbritannien – Sean Ellis, Mathilde Charpentier
The Act of Killing, Dänemark/Norwegen/Großbritannien – Joshua Oppenheimer, Signe Byrge Sørensen

### Bestes Debüt eines britischen Drehbuchautors, Regisseurs oder Produzenten
Kieran Evans (Regie und Drehbuch) – Kelly + Victor
Colin Carberry (Drehbuch), Glenn Patterson (Drehbuch) – Good Vibrations
Scott Graham (Regie und Drehbuch) – Shell
Kelly Marcel (Drehbuch) – Saving Mr. Banks
Polly Stokes (Produktion), Paul Wright (Regie und Drehbuch) – For Those in Peril

## Publikumspreis

### Beste darstellerische Nachwuchsleistung(EE Rising Star Award)
Der EE Rising Star Award ist ein Publikumspreis, der Preisträger wurde durch eine Onlineabstimmung ermittelt.
Will Poulter
Dane DeHaan
Lupita Nyong’o
George MacKay
Léa Seydoux

## Ehrenpreise

### Academy Fellowship

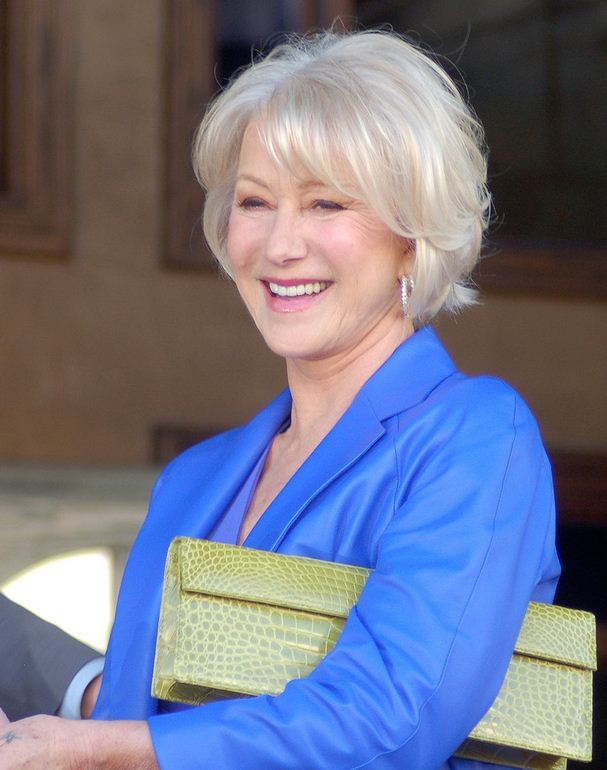
Helen Mirren

- Helen Mirren – britischer Schauspielerin

### Herausragender britischer Beitrag zum Kino
(Outstanding British Contribution to Cinema)
- Peter Greenaway – britischer Filmemacher

### Special Award
- Terry Rawlings – britischer Filmeditor